# Tian Liang (Ruderin)
Tian Liang (chinesisch 田靓; * 4. Februar 1986 in Mohe) ist eine chinesische Ruderin.
Ihren ersten Erfolg erzielte Tian bei den Chinaspielen 2005, wo sie mit dem Vierer den ersten Platz erreichte. Zwei Jahre später gewann sie ihr erstes Weltcup-Rennen im Doppelzweier. Bei den Ruder-Weltmeisterschaften 2007 in München gewann Tian mit ihrer Partnerin Li Qin im Doppelzweier die Goldmedaille. Bei den Olympischen Sommerspielen 2008 in Peking landete sie mit ihrer Partnerin im Doppelzweier mit einer Zeit von 7:15,85 min auf dem vierten Platz und verpasste somit knapp die Medaillenränge.